# Ana Hoffner ex-Prvulovic
Ana Hoffner ex-Prvulovic* (Eigenschreibung; geb. 1980 in Paraćin, Jugoslawien) ist eine österreichisch-serbische Künstlerin, Wissenschaftlerin und Autorin. Sie ist Professorin für „artistic research“ an der Universität Mozarteum und wurde für ihr politisch engagiertes künstlerisches Schaffen mehrfach ausgezeichnet.

## Leben und Wirken
Ana Hoffner ex-Prvulovic* wurde 1980 in Paraćin, im damaligen Jugoslawien, geboren. Mit der Schreibweise ihres Nachnamens macht sie auf ihre serbische Herkunft aufmerksam, ihre Identität „an der Schnittstelle jener, die 1980 in Paraćin (Jugoslawien) geboren wurden, die 1989 versetzt wurden und 2002 die kapitalistische Staatsbürgerschaft (Österreich) mit neuem Namen erhielten.“ Sie hat von 1999 bis 2007 Kunst und Kulturwissenschaft an der Akademie der bildenden Künste Wien studiert und dort auch promoviert. Seit Dezember 2020 ist sie Professorin für „artistic research“ an der Universität Mozarteum in Salzburg.
Hoffner ex-Prvulovics Schaffen ist in den Bereichen zeitgenössische Kunst, Kunstgeschichte, Kulturwissenschaften und kritische Theorie zu verorten. Wiederkehrende Themen in ihren Werken sind Queerness, globaler Kapitalismus, Kolonialität und der Osten, Formen der Flucht, die frühe Psychoanalyse sowie Erinnerungs- und Kriegspolitik. Sie arbeitet mit Video, Fotografie, Installation und Performance. Hoffner ex-Prvulovic stellt ihre Werke seit den 2000er Jahren sowohl in Österreich als auch international aus. 2014 erhielt sie das österreichische Staatsstipendium für bildende Kunst und 2017 den Theodor-Körner-Preis für ihr Performance- und Videoprojekt zu Migration und Flucht „Ein kobaltblauer Teller“.

## Werke (Auswahl)
- Future Anterior – Illustrations of War, 2013 (Fotocollage)
- The Queer Family Album – Me and my three daddies, 2014 (Foto)
- Non-aligned Relatives, 2016–2021 (Arbeitsserie)
- The Bacha Posh Project, 2016/2021 (Drucke, Foto)
- Freud Film, 2017/2021 (Video)
- East Williamsburg, 2018 (Foto)
- Private View, 2018–2021 (Arbeitsserie)
- mit Angela Anderson: Hexenküche (The witch rarely appears in the history of the proletariat), 2021 (Installation)
- Active Intolerance, 2021 (Installation)
- Духовна Деколонизација (Spiritual Decolonization), 2022 (Installation)

## Stipendien und Preise
- 2009–2010 Stipendium Künstlerhaus Büchsenhausen; Internationales Stipendienprogramm für Kunst und Theorie, Innsbruck
- 2012 Preis der Stadt Wien für bildende Kunst, Kulturabteilung der Stadt Wien; Fohn-Stipendium, Emanuel und Sophie Fohn Stipendienstiftung, Wien
- 2014 Projektförderung und Staatsstipendium für bildende Kunst, Bundeskanzleramt Österreich
- 2015 Preis der Gesellschaft der Freunde der bildenden Künste (für herausragendes Dissertationsprojekt), Akademie der bildenden Künste Wien
- 2017 Theodor-Körner-Preis für das Performance- und Videoprojekt „Ein kobaltblauer Teller“
- 2017–2020 Doc-Stipendium der Österreichischen Akademie der Wissenschaften
- 2018 ISCP New York, Studio Grant, Bundeskanzleramt Österreich
- 2022 Cité International des Arts Paris, Studio Grant, Bundeskanzleramt Österreich

## Ausstellungen

### Einzelausstellungen
- 2010 This is not walking, it’s a getaway (kuratiert von Iva Kovač), PM Galerija, Zagreb
- 2012 Survivability, formed and framed, Ve.Sch, Wien
- 2016 Doubling Past (kuratiert von Suza Husse), District, Berlin; Exhausted Time (kuratiert von Ingeborg Erhart), Neue Galerie, Innsbruck
- 2017 Exhausted Time – Drag in Times of War (kuratiert von GSG), Studio Kamov, Rijeka
- 2018 The Bacha Posh Project (kuratiert von Karolina Radenković), galerie5020, Salzburg
- 2020 Exhausted Time (kuratiert von Tonči Kranjčević Batalić), MKC, Split
- 2021 Kunsthalle Wien (kuratiert von Anne Faucheret)
- 2023 Active Intolerance (kuratiert von Benedikt Seerieder), Kunstverein Braunschweig

### Gruppenausstellungen (Auswahl)
- 2005 Diverging in reality (kuratiert von Ivana Marjanović/Vida Knezević), SKC Galerija, Belgrad
- 2006 Prologue 2, migratory and (trans)gendered bodies (kuratiert von Marina Gržinić/Reni Hofmueller), ESC, Graz; Ich möchte eine Deutsche sein, Akademie der bildenden Künste Wien
- 2008 Dear Anus (kuratiert von Elke Auer/Esther Straganz/Eva Egermann/Julia Wieger), VBKÖ, Wien
- 2009 The Center of Attention. Kunst als Soziotopie (kuratiert von Ursula Maria Probst), Vienna Art Week, Wien; Performing the East (kuratiert von Hemma Schmutz), Salzburger Kunstverein, Salzburg
- 2010 where do we go from here (kuratiert von Bettina Spörr), Wiener Secession
- 2011 Sounds of Europe: Disharmonious Voices (kuratiert von Nika Autor), Aksioma, Ljubljana
- 2012 In Growing up Amid the Historical Mysteries of Proximity: Pros & Cons of Being Neighbours (kuratiert von Isin Onol/Dimitrina Sevova), ITS-Z1, Belgrad
- 2013 .. Was ist Kunst?... Resuming a Fragmented History (kuratiert von Christian Egger/Sandro Droschl), Künstlerhaus Graz, steirischer herbst; Up till now – Wiedervorlagen historischer Performances und Aktionskunst aus der DDR (kuratiert von Anna Jehle/Julia Kurz), Galerie für zeitgenössische Kunst Leipzig
- 2014 Share – too much history, MORE future (kuratiert von Annemarie Türk), Kunstgalerie von Bosnien und Herzegowina, Sarajevo & Museum Moderner Kunst Kärnten, Klagenfurt; Drowning and Swallowing this text (kuratiert von Suzy Halaylan), LACE, Los Angeles Contemporary Exhibitions
- 2015 Destination Vienna (kuratiert von Anne Faucheret, Marie Egger, Nikolaus Schafhausen, Matthias Nothnagel, Andrea Popelka, Luca lo Pinto, Lucas Gehrmann), Kunsthalle Wien
- 2016 Putting Rehearsals to the test (kuratiert von Sabeth Buchmann, Constanze Ruhm, Ilse Lafer), VOX centre de l’image contemporaine, Montreal
- 2017 photo:vienna, Wien; Hier zuhause. Migrationsgeschichten aus Tirol, Volkskunstmuseum Innsbruck
- 2018 Queer Stories (kuratiert von Christiane Erharter), tranzit.sk, Bratislava; Bodies and Inhabitants (kuratiert von Larissa Kopp), Freud Museum Wien
- 2019 Up in Arms (kuratiert von Ayşe Güngör, Cassandra Mehlhorn, Gabriela Seith, Amalie Sølling-Jørgensen, Johanna Werner), Kunstraum Kreuzberg/Bethanien, Berlin
- 2020 From what will we reassemble ourselves (konzipiert von Anna Dasović und kuratiert von Natasha Marie Llorens), Framer Framed, Amsterdam
- 2021 Witches, Orientalism and Unconsciousness (kuratiert von Anamarija Batista), Austrian Cultural Forum
- 2022 Kochi-Muziris Biennale 2020 (kuratiert von Shubigi Rao), Kochi, India; The Body and the Territory: Art and Borders in today's Austria (kuratiert von Jasna Jakšić und Radmila Iva Janković), Museum für zeitgenössische Kunst Zagreb

## Publikationen
- The Queerness of Memory, b_books 2018
- Contemporary / Unconscious, Kunsthalle Wien und Sternberg Press 2023